# Antipapa Teodoro II
Teodoro II foi um antipapa da Igreja Católica Romana, no ano de 687, tendo sido eleito por oposição ao antipapa Pascoal I e ao papa Sérgio I.
Antes de disputar a eleição Teodoro era um arcipreste. De acordo com o Liber Pontificalis partidários de Teodoro ePascoal I , separados em partes distintas do apreendidos diferentes partes do Palácio do Latrão , e como nenhum dos dois partidos dispôs-se a ceder ao outro, foram trancados em um combate para o controle de toda a basílica. Enquanto isso, representantes da guarnição, a maioria do clero e os cidadãos reuniram-se no palácio imperial e, finalmente, elegeram Sérgio I, um padre da Santa Susana como sucessor do pontífice Cónon. Tendo assim decidida a eleição sobre o nome de Sérgio, ele foi levado para o Latrão, sua entrada para as dependências do Palácio foi forçada e Teodoro imediatamente reconheceu seu pontificado, e humilhou-se diante de Sérgio.
Pascal, não convencido, fingiu aceitar a eleição de Sérgio, porém, secretamente enviou mensageiros ao exarca de Ravenna João II Platino (687-702) prometendo ouro em troca do apoio militar. O exarca chegou, exigiu o ouro, suas tropas saquearam a velha Basílica de São Pedro, mas partiram após a consagração de Sérgio I, em 15 de dezembro de 687.